# Ana Isabel Baptista
Ana Isabel Baptista é uma cantora portuguesa.

## Biografia
Participou no programa de televisão Chuva de Estrelas da SIC.
Também concorreu ao programa "Selecção Nacional" da RTP. Foi uma das finalistas tendo gravado uma versão do tema "Feiticeira" de Luís Represas para a compilação do programa.
Com essa classificação garantiu a presença no Festival RTP da Canção de 1995, onde ficou em 2º lugar com o tema "Tanto Amor, Tanto Mar". Esteve em Dublin nos coros de Tó Cruz, representante de Portugal no Festival da Eurovisão. 
Depois foi cantora residente em programas como "Casa de Artistas" e "Reis do Estúdio". Também fez coros ao vivo para artistas como Lúcia Moniz, Império dos Sentados, Adelaide Ferreira, Tony Carreira e Santos e Pecadores. Também gravou "jingles" publicitários.
Em 2008 teve oportunidade de gravar o seu CD de estreia, "Refúgio", na área do soul/funky/pop. É co-autora da maioria das músicas com João Sanguinheira que foi o produtor do disco. Também colaboraram no disco Paulo Brissos e Tiago Machado.

## Discografia
- Refúgio - 2008

Compilações
- Selecção Nacional - Feiticeira